# Stanton (Alabama)
Stanton es una comunidad no incorporada en el condado de Chilton, Alabama, Estados Unidos.

## Historia
La comunidad tiene una oficina de correos, con directores de correos designados desde 1883 hasta 2006. Un tornado en cuña golpeó el lugar el 21 de marzo de 1932 y se cobró siete vidas.
Hay dos iglesias en Stanton, la Iglesia Bautista Ebenezer, establecida en 1819, y la Metodista Bíblica Stanton. La Batalla de la Iglesia Ebenezer tuvo lugar cerca de Stanton el 1 de abril de 1865, durante la incursión de Wilson en Alabama en el último mes completo de la Guerra de Secesión.